# Ludvika landskommun
Ludvika landskommun var en tidigare kommun i dåvarande Kopparbergs län, numera Dalarnas län. 

## Administrativ historik
Det kunde tidigare förekomma två angränsande kommuner med samma namn, den ena en stad och den andra en landskommun. I samtliga fall har dessa med tiden lagts samman till en enhet.
Denna kommun inrättades i Ludvika socken i Dalarna när kommuner infördes från 1 januari 1863 genom kommunalförordningarna.
Inom kommunen bildades den 18 oktober 1901 Ludvika municipalsamhälle
År 1915 delades den genom att ett område bröts ut för att bilda Ludvika köping varvid municipalsamhället upplöstes. Ytterligare ett municipalsamhälle, Marnäs municipalsamhälle, bildades den 13 december 1918 i Ludvika landskommun och Norrbärke landskommun. Detta bröts ut med utgången av år 1924 för att förenas med den före detta köpingen, som 1919 ombildats till Ludvika stad. 
Återförening skedde 1963 då den resterande delen av landskommunen inkorporerades med Ludvika stad. Området ingår sedan 1971 i Ludvika kommun.

### Kyrklig tillhörighet
I kyrkligt hänseende tillhörde kommunen Ludvika församling.

## Geografi
Ludvika landskommun omfattade den 1 januari 1952 en areal av 210,79 km², varav 183,89 km² land.

### Tätorter i kommunen 1960
| Tätort           | Folkmängd |
| ---------------- | --------- |
| Ludvika, del ava | 4 342     |
| Håksberg         | 1 206     |
| Blötberget       | 713       |
| Sörvik           | 482       |
| Gonäs            | 254       |

Tätortsgraden i kommunen var den 1 november 1960 76,3 procent.

## Politik

### Mandatfördelning i valen 1938-1958
| 19 | 3 |  | 2 |

| 24 |

| 2 | 19 | 3 |  |

| 25 |

| 4 | 17 | 3 |  |

| 24 |

| 2 | 19 | 3 |  |

| 21 | 4 |

| 3 | 17 | 4 |  |

| 19 | 6 |

| 3 | 17 |  | 2 | 2 |

| 23 |